# Jeřábek
Jeřábek je české rodové jméno hrabavých ptáků z podčeledi tetřevi. Jako jeřábci se označují tři druhy ze dvou rodů, a sice:
- Rod Tetrastes
  - jeřábek lesní (Tetrastes bonasia)
  - jeřábek čínský (Tetrastes sewerzowi)
- Rod Bonasa
  - jeřábek kanadský (Bonasa umbellus)

Jeřábci obývají lesní porosty, přednostně pak lesy jehličnaté v chladných oblastech severní polokoule. Jeřábek lesní se vyskytuje na severu Eurasie, jeřábek čínský v Číně a jeřábek kanadský na severu Spojených států a na jihu Kanady.
Rozlišují se dva vyhynulé druhy rodu Bonasa:
- Bonasa dalianensis (pleistocén; Talien, Čína)
- Bonasa praebonasia (pleistocén; Evropa)